# Isole Curili
Le isole Curìli (in russo: Кури́льские острова́, Kuril'skie ostrova; in giapponese: 千島列島, Chishima rettō) costituiscono un arcipelago di 56 isole che si trovano tra l'estremità nordorientale dell'isola giapponese di Hokkaidō e la penisola russa della Kamčatka. Le isole Curili separano il mare di Ochotsk dal Pacifico settentrionale. Fanno parte dell'oblast' di Sachalin, suddivise nei seguenti rajon: Severo-Kuril'skij, Kuril'skij e Južno-Kuril'skij (Curili settentrionali, Curili e Curili meridionali). Queste isole sono note per essere soggette a frequenti e forti terremoti.

## Geografia
Le isole formano due creste parallele: la grande catena delle Curili (in russo Большая Курильская гряда?) e la piccola catena delle Curili (in russo Малая Курильская гряда?) chiamate anche isole Chabomai, che si estendono a sud per circa 100 km, separate dalle prime dallo stretto Južno-Kuril’skij (in russo Южно-Курильский пролив?). Le isole sono delimitate da una stretta e profonda fossa (9 000-10 000 metri di profondità) che da esse prende il nome, la fossa delle Curili, e costituiscono la zona di subduzione, ovvero l'area in cui la placca pacifica s'inabissa al di sotto della placca di Ochotsk, in questo costituendo il prolungamento dell'arcipelago nipponico a sud e delle isole Aleutine a nord-est. La subduzione è la causa dei frequenti terremoti e maremoti di elevata intensità che colpiscono l'isola. Il terremoto registrato di maggiore intensità è stato di magnitudo momento 8,5 e avvenne il 13 ottobre 1963, mentre un terremoto di magnitudo momento 8,3 colpì la regione il 15 novembre 2006.
Lungo la catena di isole ci sono almeno 100 vulcani di cui 35 sono attivi. Tra questi il vulcano Alaid, sull'isola di Atlasov, il Čikurački e l'Ėbeko su Paramušir (quest'ultimo è entrato in attività nell'agosto 2019), e il Rajkoke sull'omonima isola.

### Le isole
Procedendo da nord-est verso sud-ovest le principali isole sono:
Grande catena delle Curili
- Curili settentrionali
  - Atlasov (Атласов, Araido / 阿頼度島)
  - Šumšu (Шумшу, Shumushu / 占守島)

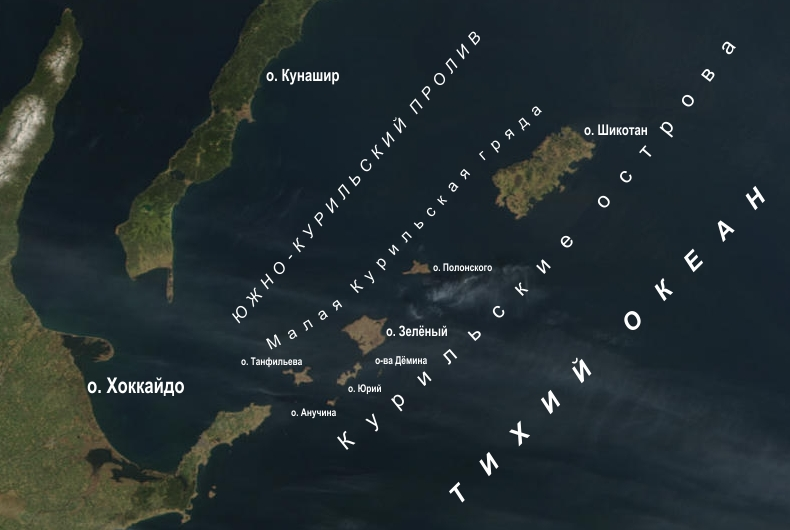
La piccola catena delle Curili

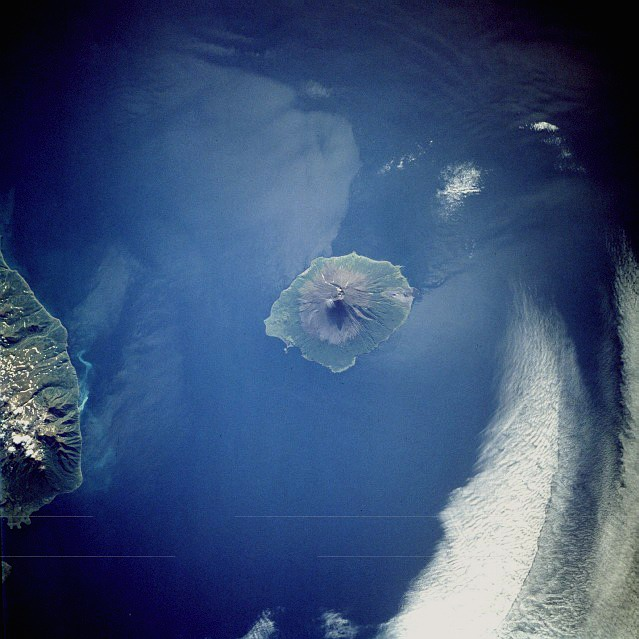
Isola di Atlasov — seconda isola settentrionale delle Curili, vista dall'alto

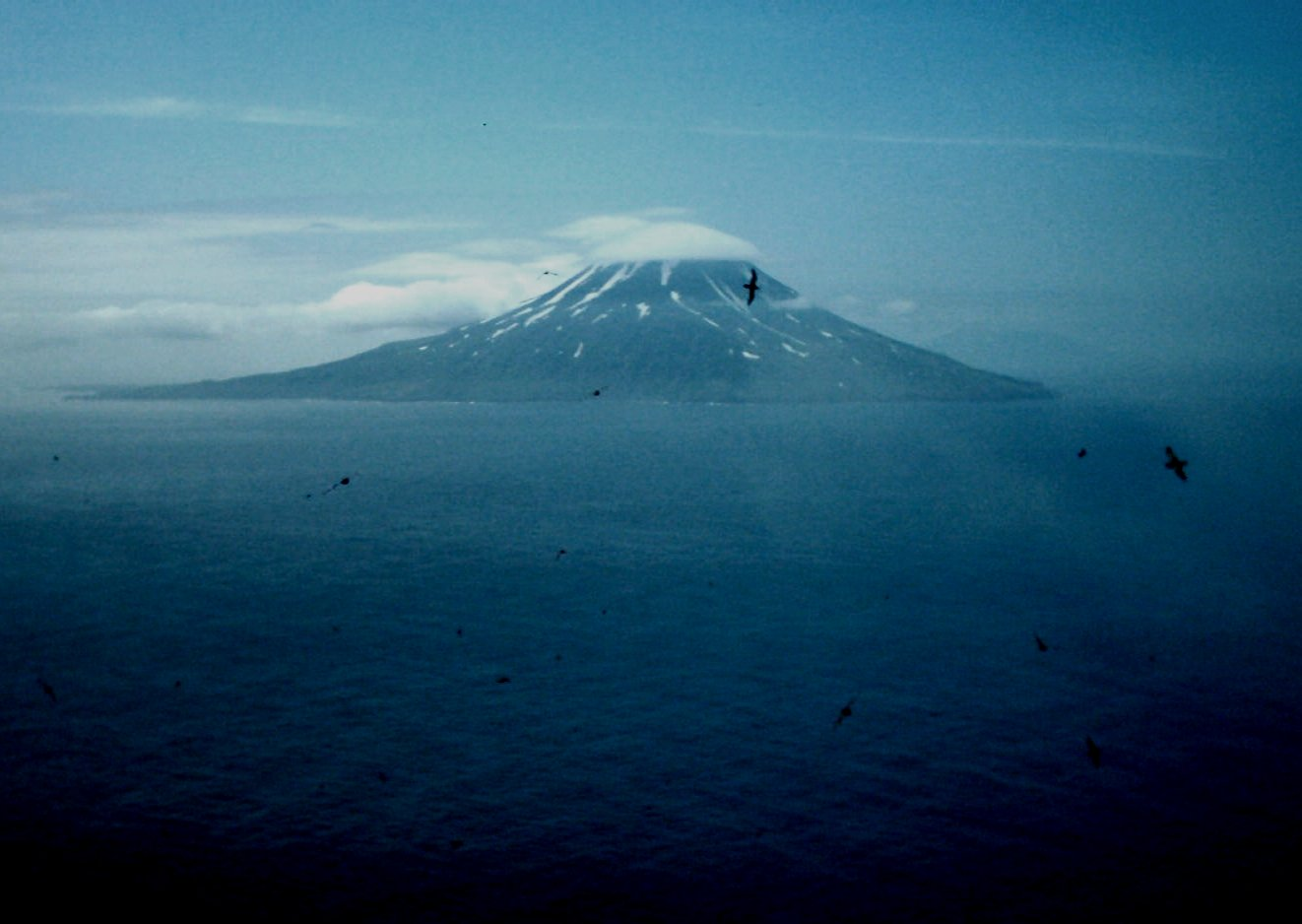
L'isola di Matua vista da quella di Rajkoke

  - Paramušir (Парамушир, Paramushiru, Horomushiro / 幌筵島)
  - Anciferov (Анциферова, Shirinki / 志林規島)
  - Makanruši (Маканруши, Makanru / 磨勘留島)
  - Onekotan (Онекотан, Onnekotan / 温禰古丹島)
  - Charimkotan (Харимкотан, Harimukotan, Harumukotan / 春牟古丹島)
  - Čirinkotan (Чиринкотан, 知林古丹島)
  - Ėkarma (Экарма, Ekaruma / 越渇磨島)
  - Šiaškotan (Шиашкотан, Shasukotan / 捨子古丹島)
- Curili centrali
  - Rajkoke (Райкоке, 雷公計島)
  - Matua (Матуа, Matsuwa, Matsua / 松輪島)
  - Rasšua o Rasshya (Расшуа, Rasutsuwa, Rashowa, Rasuwa / 羅処和島)
  - Ušišir (Ушишир, Ushishiru / 宇志知島)
  - Ketoj (Кетой, Ketoi / 計吐夷島)
  - Simušir (Симушир, Shimushiru, Shinshiru / 新知島)
  - Broutona (Броутона, Buroton, Makanruru / 武魯頓島)
  - Čërnye Brat'ja (Чёрные Братья, 知理保以島):
    - Čirpoj (Чирпой, Chirihoi, Chieruboi / 知理保以島)
    - Brat Čirpoev (Брат-Чирпоев, Chirihoinan / 知理保以南島)
- Curili meridionali
  - Urup (Уруп, Uruppu / 得撫島)
  - Iturup (Итуруп, Etorofu / 択捉島)
  - Kunašir (Кунашир, Kunashiri / 国後島)

Piccola catena delle Curili
- Šikotan (Шикотан, 色丹島)
- Chabomai (Хабомаи, Habomai Shotō / 歯舞諸島)
  - Polonskogo (Полонского, Taraku / 多楽島)
  - Zelënyj (Зелёный, Shibotsu / 志発島)
  - Jurij (Юрий, Juri / 勇留島)
  - Anučina (Анучина, Akijuri / 秋勇留島)
  - isole Dëmina (Дёмина, Harukaru / 春苅島)
  - Tanfil’eva (Танфильева, Suishō / 水晶島)
  - isolette Oskolki (Осколки, Kaiba / 海馬島)
  - Signal'nyj (Сигнальный, Kaigara / 貝殻島)
  - Rifovyj (Рифовый, Odoke / オドケ島)
  - Storoževoj (Сторожевой, Moemoshiri / 萌茂尻島)

Secondo la suddivisione giapponese, vengono denominate Curili settentrionali le isole da Atlasov ad Anciferov (Kita-chishima / 北千島); Curili centrali da Makanruši a Urup (Chubu-Chishima / 中部千島); e Curili meridionali da Iturup alle Chabomai (Minami-chishima / 南千島); queste ultime sono definite dal Giappone come "Territori del nord".

### Clima
Il clima dell'arcipelago è umido e temperato in estate (fino a 15 °C) e tipicamente siberiano in inverno (temperature medie di -12 °C e forti venti che spirano gelidi dal continente asiatico). I porti diventano pressoché impraticabili nei mesi da ottobre a febbraio a causa delle forti mareggiate e della nebbia.

## Storia
La denominazione Curili, secondo una teoria popolare, deriva dal verbo russo kurit (курить), fumare, a seguito della visione dei vulcani fumanti apparsi a un antico viaggiatore. In epoca sovietica si è voluto farla derivare dal termine ainu gur (o kur) che significa persona.
In giapponese le Curili sono note come isole Chishima (千島列島, Chishima rettō, che significa "arcipelago delle mille isole").
Le isole meridionali furono visitate nel 1643 dall'olandese Maarten Gerritsz Vries (1589-1647); mentre nelle fonti russe le isole sono citate per la prima volta nel 1646, le prime informazioni dettagliate su di esse furono fornite dall'esploratore russo Vladimir Vasil'evič Atlasov nel 1697. Nel XVIII ed all'inizio del XIX secolo le isole Curili furono esplorate da Danila Jakovlevič Anciferov (Данила Яковлевич Анциферов), Ivan Petrovič Kozyrevskij (Иван Петрович Козыревский), Ivan Michajlovič Evreinov (Иван Михайлович Евреинов), Fëdor Fëdorovič Lužin (Федор Федорович Лужин), Martin Spanberg, Adam Johann von Krusenstern, Vasilij Michajlovič Golovnin (Василий Михайлович Головнин) ed Henry James Snow.
Le isole Curili sono state abitate dagli Ainu da tempo immemorabile, finché essi non vennero cacciati dalla parte settentrionale dell'arcipelago dai russi, giunti nel XIX secolo. Nel 1875 il Giappone ricevette dalla Russia l'arcipelago in cambio dell'isola di Sachalin. L'Unione Sovietica tornò a reclamare le Curili con la fine della seconda guerra mondiale in occasione del trattato di San Francisco.

### Rivendicazione giapponese
Il Giappone rivendica da 70 anni le quattro isole meridionali che il governo di Tokyo chiama "i territori settentrionali". Anche se qualche progresso diplomatico si è verificato durante la presidenza di Vladimir Putin, la soluzione della disputa è ostacolata dal fatto che le quattro isole meridionali dell'arcipelago ospitano basi militari aeree e navali, queste ultime anche per i sottomarini nucleari russi.
Nel settembre 1983, proprio in quest'area, l'aviazione sovietica abbatté un volo di linea sud-coreano, il volo KAL 007, finito fuori rotta, scambiandolo per un aereo spia statunitense.